# Polymorphus meyeri
Polymorphus meyeri es una especie de acantocéfalo del género Polymorphus, familia Polymorphidae. Fue descrita por Lundström en 1942. Se encuentra en Europa y Asia del Norte.